# Quiero Decirte
Quiero Decirte es el álbum de estudio debut del cantante colombiano Mauricio Rivera. Con tan solo 17 años debutó en el medio artístico con sus dos primeras canciones "Solo Por Ti" y "Para Ti", canciones que formaron parte de la banda sonora de la telenovela colombiana Francisco el Matemático, producido y emitido por RCN Televisión. [cita requerida]
Más adelante, comenzó a trabajar en su primera producción discográfica titulada Quiero Decirte de la mano de Carlos Mantilla en la producción. En 2002, tras finalizar la producción de su álbum debut, lanzó una nueva versión de su canción "Solo Por Ti". De su primer álbum se desprendieron canciones como "Abrázame" y "Entiéndeme". Ambas canciones formaron parte de varias producciones de televisión en Colombia entre las que se destaca Todos quieren con Marilyn producción transmitida en el 2004. Del primer álbum también se desprendieron canciones como "Solo Por Ti", "Para Ti" y "Ojos".[cita requerida]

## Lista de canciones
| N.º | Título                | Duración |  |
| 1.  | «Solo Por Ti»         | 4:02     |  |
| 2.  | «Ojos»                | 3:52     |  |
| 3.  | «Quiero»              | 3:47     |  |
| 4.  | «Abrázame»            | 4:27     |  |
| 5.  | «Para Ti»             | 3:55     |  |
| 6.  | «Entiéndeme»          | 4:28     |  |
| 7.  | «Leave Him»           | 4:13     |  |
| 8.  | «Ven Aquí»            | 3:32     |  |
| 9.  | «Antes de Ti»         | 4:01     |  |
| 10. | «Latidos del Corazón» | 4:02     |  |
| 11. | «I Want to Say»       | 4:00     |  |